# Bruxas da Noite
"Bruxas da Noite" (em alemão:  Nachthexen; em russo:  Ночные ведьмы, Nochnye Vedmy) foi o apelido alemão da Segunda Guerra Mundial dado às mulheres aviadoras militares do 588° Regimento de Bombardeiros Noturnos, conhecido mais tarde como 46° Regimento de Aviação de Bombardeiros Noturnos da Guarda "Taman", da Força Aérea Soviética. Embora mulheres fossem inicialmente impedidas de combater, o premiê soviético Josef Stálin emitiu uma ordem em 8 de outubro de 1941 para implantar três unidades da força aérea compostas por mulheres, incluindo o 588º regimento. O regimento, formado pela coronel Marina Raskova e dirigida pela major Evdokia Bershanskaia, foi feito inteiramente de mulheres voluntárias no fim da adolescência e início dos vinte anos.
O regimento voou em missões de bombardeio de assédio e bombardeio de precisão contra o exército alemão, a partir de 1942 até o final da guerra. No seu auge, ele tinha 40 equipes de duas pessoas. O regimento voou em mais de 24 000 missões e despejou 23 000 toneladas de bombas. Ela foi a unidade cem por cento feminina mais condecorada da Força Aérea Soviética, cada piloto tendo voado mais de 800 missões com o fim da guerra e vinte e três tendo sido premiadas com o título de Heroína da União Soviética. Trinta de suas integrantes morreram em combate.

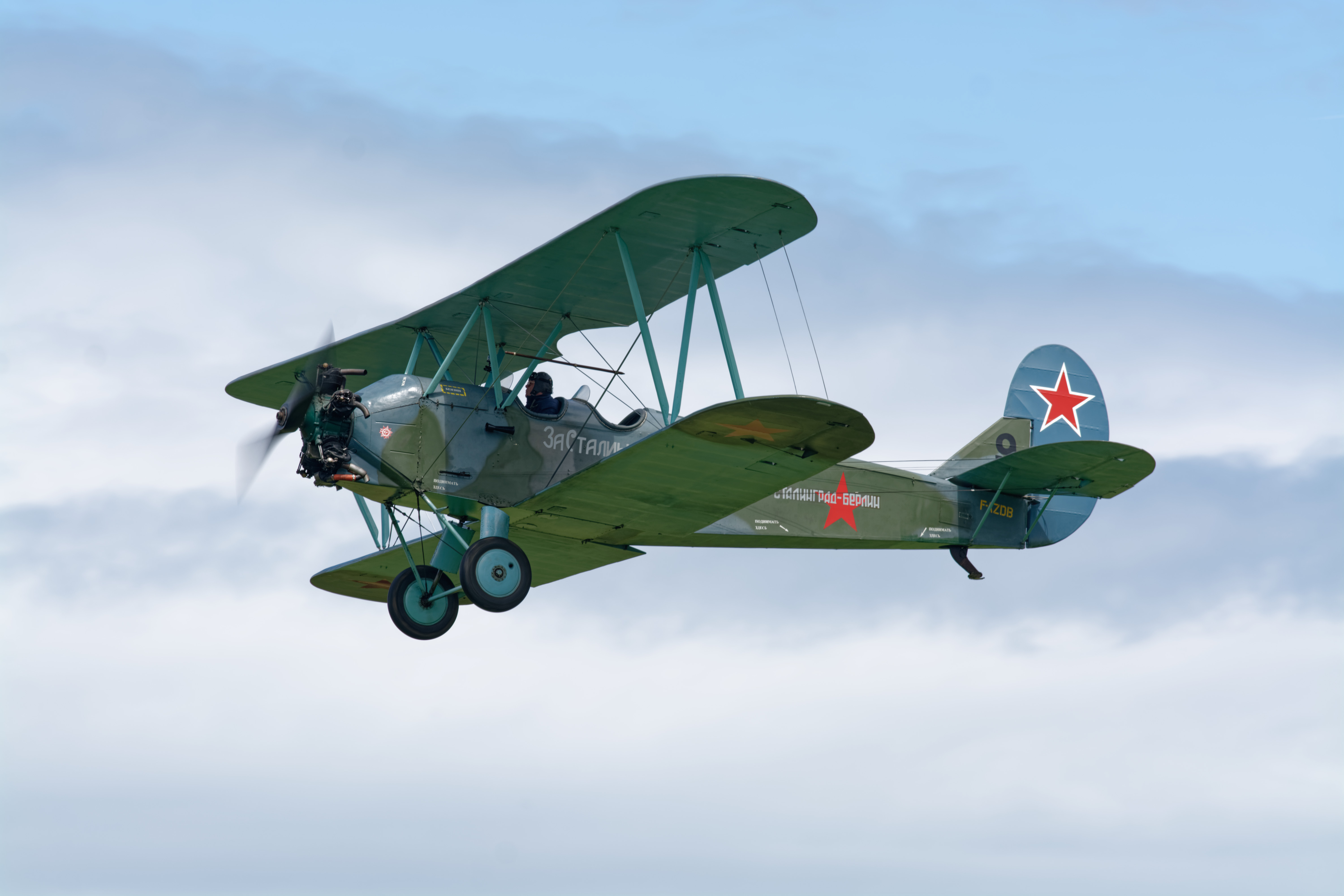
Um Polikarpov Po-2, similar às aeronaves operadas pelas Bruxas da Noite

O regimento voou em biplanos Polikarpov Po-2 de madeira e lona, um design de 1928 originalmente usado como avião de treinamento e pulverização de culturas e até hoje o biplano de estrutura de madeira mais produzido na história da aviação. Os aviões podiam levar apenas seis bombas ao mesmo tempo, então por muitas vezes foram necessárias oito ou mais missões por noite. Embora a aeronave fosse obsoleta e lenta, as pilotos fizeram uso ousado de sua excepcional capacidade de manobra; elas tinham a vantagem de ter uma velocidade máxima que era menor do que a velocidade de estol tanto do Messerschmitt Bf 109 quanto do Focke-Wulf Fw 190, e, como resultado, os pilotos alemães tinham muita dificuldade em derrubá-las. Uma técnica de ataque dos bombardeiros noturnos era colocar o motor em lenta "idle" ( igual a marcha lenta dos carros quando parados) perto do alvo e planar para o ponto de liberação das bombas, com apenas o ruído do vento a revelar sua localização. Os soldados alemães compararam o som ao de vassouras e batizaram as pilotos de "Bruxas da Noite". Devido ao peso das bombas e à baixa altitude do voo, as pilotos não levavam paraquedas.
A partir de junho de 1942, o 588º Regimento de Bombardeiros Noturnos tornou-se parte do 4º Exército do Ar. Em fevereiro de 1943, o regimento foi homenageado com uma reorganização no 46º Regimento de Aviação de Bombardeiros Noturnos da Guarda, e em outubro de 1943, tornou-se o 46º Regimento de Aviação de Bombardeiros Noturnos da Guarda "Taman". "Taman" se refere ao envolvimento da unidade em duas famosas vitórias soviéticas na Península de Taman durante 1943.

## Pessoal
Comandantes

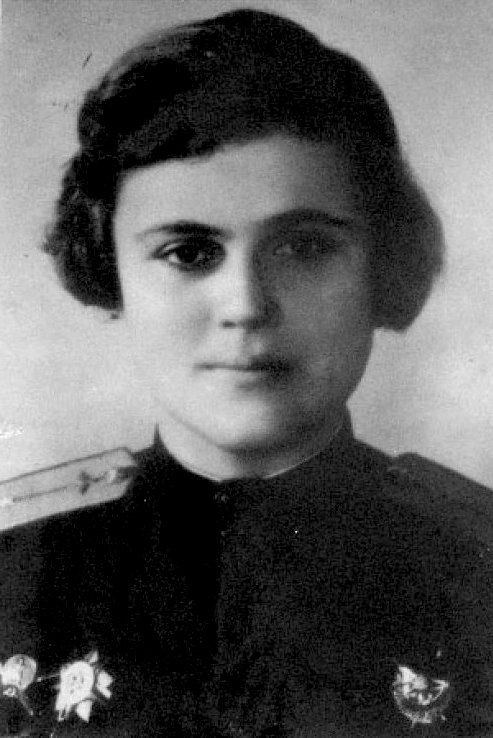
Tenente sênior Yevgeniya Rudneva, navegadora aérea

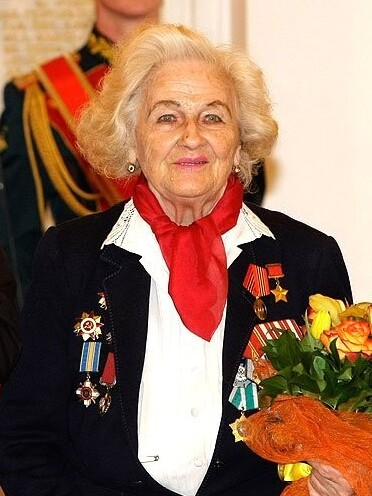
Capitã Nadezhda Popova, piloto, em 2009

- Yevdokiya Bershanskaya – Comandante do Regimento
- Serafima Amosova – Adjunto comandante do regimento

Membros notáveis
- Raisa Aronova – Heroína da União Soviética
- Vera Belik † – Heroína da União Soviética
- Marina Tchetchneva – Heroína da União Soviética
- Rufina Gasheva – Heroína da União Soviética
- Polina Gelman – Heroína da União Soviética
- Antonina Khudiakova – Heroína da União Soviética
- Tatiana Makarova † – Heroína da União Soviética
- Natalia Meklin – Heroína da União Soviética
- Evdokia Nikulina – Heroína da União Soviética
- Evdokia Nosal † – Heroína da União Soviética
- Zoia Parfionova – Heroína da União Soviética
- Evdokia Pasko – Heroína da União Soviética
- Nadejda Popova – Heroína da União Soviética
- Nina Raspopova – Heroína da União Soviética
- Evgenia Rudneva † – Heroína da União Soviética
- Ekaterina Riabova – Heroína da União Soviética
- Olga Sanfirova † – Heroína da União Soviética
- Irina Sebrova – Heroína da União Soviética
- Maguba Sirtlanova – Heroína da União Soviética
- Maria Smirnova – Heroína da União Soviética
- Nina Ulyanenko – Heroína da União Soviética
- Evgenia Jigulenko – Heroína da União Soviética
- Alexandra Akimova – Heroína da Federação Russa
- Tatiana Sumarokova – Heroína da Federação Russa
- Khiuaz Dospanova – Heroína da Cazaquistão

## Unidades exclusivamente femininas
Em 8 de outubro de 1941, a Ordem número 0099 especificou a criação de três esquadrões de mulheres—todo o pessoal, de técnicos a pilotos seria inteiramente composto de mulheres. Estes foram:
- 586 Regimento, caças Yak-1
- 587 Regimento, bombardeiros de mergulho bimotor
- 588 Regimento, bombardeiros noturnos

Embora todos os três regimentos tenham sido planejados para terem exclusivamente mulheres, apenas o 588° permaneceria exclusivamente feminino durante toda a guerra. O 586º Regimento teve de empregar mecânicos masculinos já que nenhuma mulher tinha recebido formação para trabalhar em aviões de combate Yakovlev antes da guerra. A comandante do 586º, major Tamara Aleksandrovna Kazarinova, foi substituída por um homem, o major Aleksandr Vasilievich Gridnev, em outubro de 1942. O 587º Regimento foi originalmente comandado por Marina Raskova, mas depois de sua morte, em 1942, um comandante, Major Valentin Vasilievich Markov, a substituiu. Os bombardeiros de mergulho Petlyakov Pe-2 do 587° também requeriam uma pessoa de altura suficiente para operar a metralhadora traseira superior, mas não havia mulheres altas o suficiente entre as recrutadas, sendo necessários alguns homens para unir-se a tripulação como operador de rádio/artilheiro de cauda.

## Representações no cinema e televisão
Em 1981, um longa-metragem soviético chamado Bruxas da Noite no Céu (В небе ночные ведьмы) foi dirigido por Evgenia Jigulenko, Heroína da União Soviética e uma dos membros do 588°.
Em 2001, uma co-produção entre a Rússia e o Reino Unido estrelada por Malcolm McDowell, Sophie Marceau e Anna Friel estava em planejamento, mas não conseguiu obter o apoio de um estúdio americano.
Em 2013, duas produções diferentes foram lançadas. Primeiro veio um curta de animação chamado The Night Witch comemorando Nadezhda Popova — que morreu no início daquele ano, encomendado em colaboração com The New York Times Magazine, e dirigido por Alison Klayman. Em segundo lugar, uma série de TV russa intitulada The Night Swallows foi produzida e distribuída. Também houve um anúncio no mesmo ano de um filme a ser escrito por Gregory Allen Howard e financiado pelo neto de Boris Yeltsin, mas não houve novidades desde o anúncio inicial.